# Leciñena
Leciñena ist eine spanische Gemeinde (municipio) mit 1.090 Einwohnern (Stand: 2024) in der Provinz Saragossa, die zur Autonomen Region Aragonien gehört.

## Lage
Leciñena liegt im südöstlichen Zentrum der Comarca Monegros etwa 40 km nordöstlich der Provinzhauptstadt Saragossa in etwa 415 m. Im Osten der Gemeinde befindet sich die Sierra de Alcubierre.

## Bevölkerungsentwicklung
| Jahr      | 1970 | 1981 | 1991 | 2001 | 2011 | 2021 |
| Einwohner | 1514 | 1514 | 1476 | 1338 | 1339 | 1132 |

## Sehenswürdigkeiten
- Himmelfahrtskirche (Iglesia de Nuestra Señora de la Asunción) aus dem 16. Jahrhundert
- Heiligtum der Jungfrau von Magallón

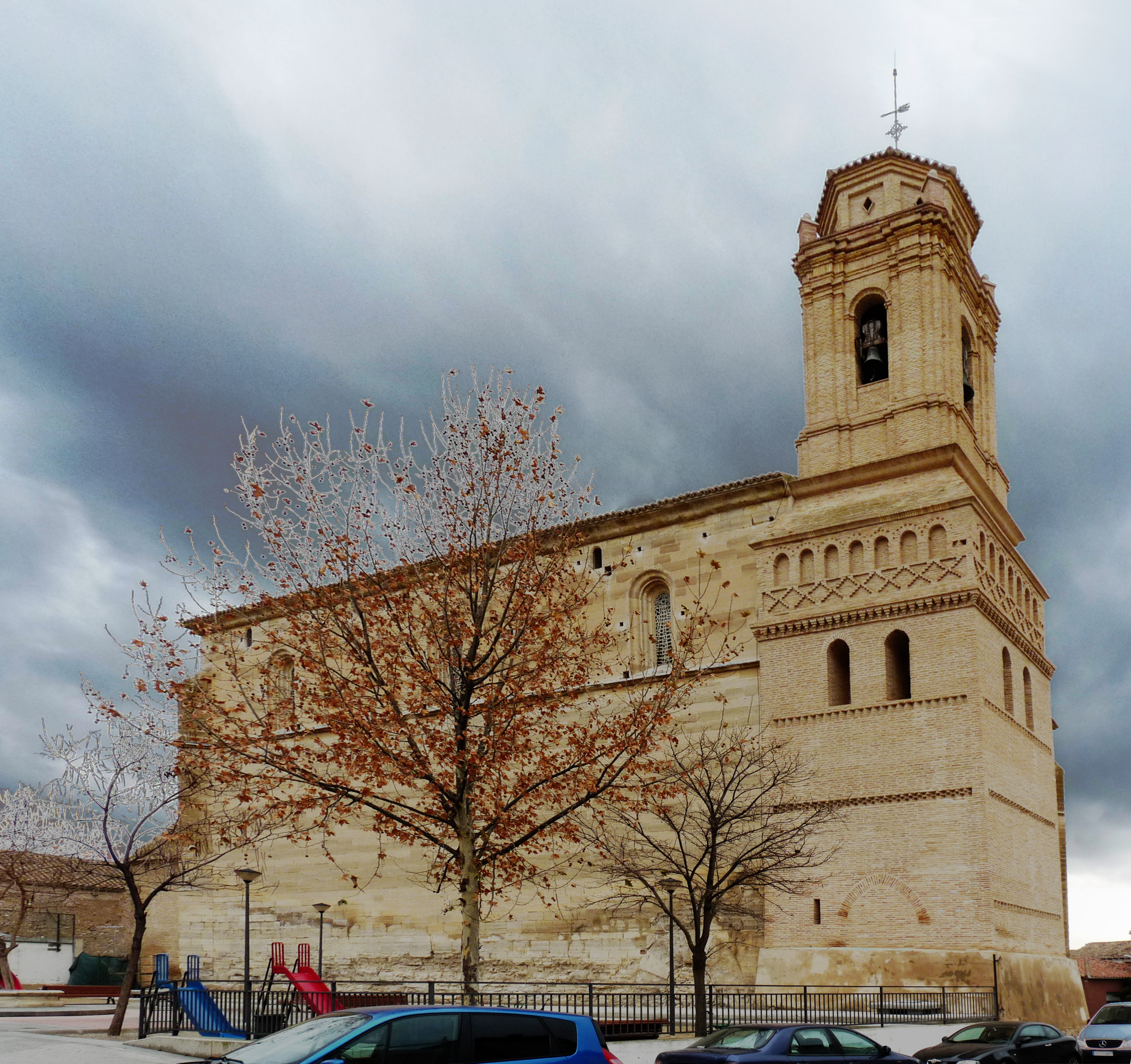
Himmelfahrtskirche
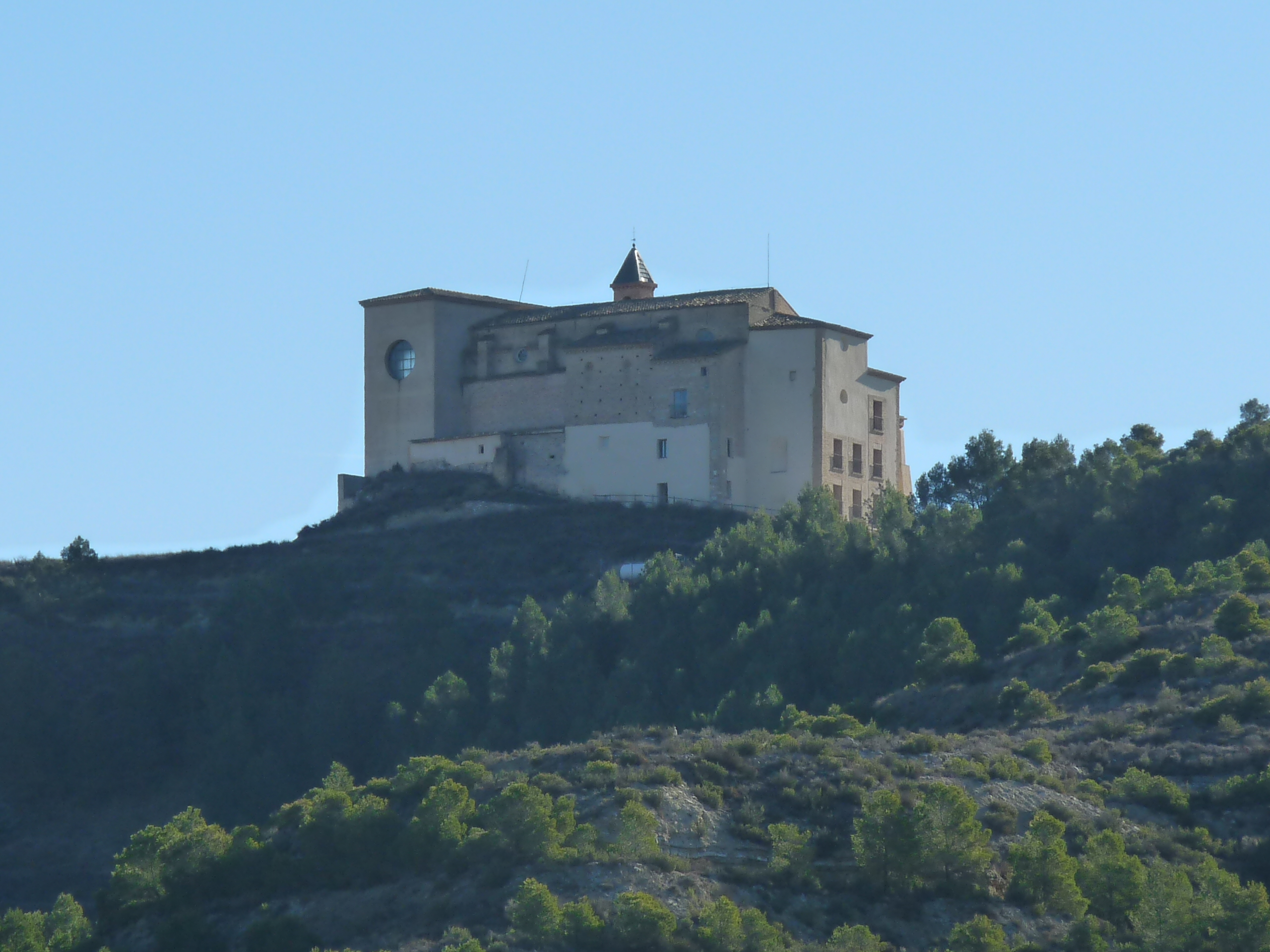
Heiligtum der Jungfrau von Magallón

## Persönlichkeiten
- Francisco Marín Bagüés (1879–1961), Maler, hier geboren